# Jove Catalunya
La Jove Catalunya fou el primer grup obertament catalanista, influïda per Giuseppe Mazzini i pel romanticisme, i amb alguns matisos radicals, entitat política fundada a Barcelona cap al final del 1869 i que es va mantenir fins al 1875. És considerada precedent de la Unió Catalanista. En foren fundadors Àngel Guimerà, Pere Aldavert i Martorell, Joaquim Riera i Bertran, Josep Roca i Roca, Lluís Domènech i Montaner, Francesc Matheu i Fornells, Josep Pella i Forgas, Ramon Picó i Campamar i Antoni Aulèstia Pijoan. El seu òrgan era La Gramalla, editat per Francesc Pelagi Briz, i el seu primer president fou Francesc d'Assís Ubach i Vinyeta. Tenia uns 50 socis.
Inicialment l'entitat tenia un caràcter exclusivament literari, però no es va poder mantenir al marge del debat polític i això va provocar la seva dissolució el 1875. Dissolució que portaren a terme l'Isidre Reventós i Amiguet, junt amb Manuel Pau Torres i Reyató. Tanmateix, entre ells hi havia un independentisme latent, posat de manifest en la capçalera de la correspondència: Salut i Catalunya independenta.